# Lesley Pattinama Kerkhove
Lesley Pattinama Kerkhove (ur. 4 listopada 1991 w Spijkenisse jako Lesley Kerkhove) – holenderska tenisistka, reprezentantka kraju w rozgrywkach Pucharu Billie Jean King.

## Kariera tenisowa
W karierze wygrała dziesięć singlowych i dziewiętnaście deblowych turniejów rangi ITF. 6 czerwca 2022 zajmowała najwyższe miejsce w rankingu singlowym WTA Tour – 135. pozycję, natomiast 25 czerwca 2018 osiągnęła najwyższą lokatę w deblu – 58. miejsce. W 2008 roku dotarła do finału juniorskiego turnieju wielkoszlemowego French Open w konkurencji gry podwójnej, w którym jej partnerką była Arantxa Rus. Holenderki przegrały wówczas z parą Polona Hercog–Jessica Moore 7:5, 1:6, 7–10.
W lipcu 2024 poinformowała o zakończeniu kariery sportowej.

## Życie prywatne
W lipcu 2019 roku wyszła za mąż za piłkarza Edinho Pattinamę i nosi podwójne nazwisko.

## Finały turniejów WTA
| Legenda                     | Legenda |
| --------------------------- | ------- |
| Wielki Szlem                |         |
| Igrzyska olimpijskie        |         |
| WTA Tour Championships      |         |
| 2009 – 2020                 |         |
| WTA Premier Mandatory       |         |
| WTA Premier 5               |         |
| WTA Premier                 |         |
| WTA International Series    |         |
| WTA 125K series (2012–2020) |         |
| od 2021                     |         |
| WTA 1000 (obowiązkowe)      |         |
| WTA 1000 (nieobowiązkowe)   |         |
| WTA 500                     |         |
| WTA 250                     |         |
| WTA 125                     |         |

### Gra podwójna 6 (1-5)
| Końcowy wynik | Nr | Data                 | Turniej     | Nawierzchnia  | Partnerka         | Przeciwniczki                     | Wynik finału      |
| ------------- | -- | -------------------- | ----------- | ------------- | ----------------- | --------------------------------- | ----------------- |
| Finalistka    | 1. | 24 lipca 2016        | Båstad      | Ceglana       | Lidzija Marozawa  | Andreea Mitu Alicja Rosolska      | 3:6, 5:7          |
| Zwyciężczyni  | 1. | 21 października 2017 | Luksemburg  | Twarda (hala) | Lidzija Marozawa  | Eugenie Bouchard Kirsten Flipkens | 6:7(4), 6:4, 10–6 |
| Finalistka    | 2. | 16 czerwca 2019      | Rosmalen    | Trawiasta     | Bibiane Schoofs   | Shūko Aoyama Aleksandra Krunić    | 5:7, 3:6          |
| Finalistka    | 3. | 8 marca 2020         | Lyon        | Twarda (hala) | Bibiane Schoofs   | Laura Ioana Paar Julia Wachaczyk  | 5:7, 4:6          |
| Finalistka    | 4. | 19 września 2021     | Portorož    | Twarda        | Aleksandra Krunić | Anna Kalinska Tereza Mihalíková   | 6:4, 2:6, 10–12   |
| Finalistka    | 5. | 31 października 2021 | Kluż-Napoka | Twarda (hala) | Aleksandra Krunić | Irina Bara Ekaterine Gorgodze     | 6:4, 1:6, 9–11    |

## Wygrane turnieje rangi ITF
| turnieje z pulą nagród 100 000 $   |
| turnieje z pulą nagród 75/80 000 $ |
| turnieje z pulą nagród 50/60 000 $ |
| turnieje z pulą nagród 25 000 $    |
| turnieje z pulą nagród 15 000 $    |
| turnieje z pulą nagród 10 000 $    |

### Gra pojedyncza
|     | Data       | Turniej          | Naw.          | Przeciwniczka            | Wynik           |
| 1.  | 20/02/2011 | Albufeira        | Twarda        | Amra Sadiković           | 3:6, 7:5, 6:2   |
| 2.  | 13/07/2014 | Aschaffenburg    | Ceglana       | Carina Witthöft          | 7:5, 6:3        |
| 3.  | 15/11/2015 | Equeurdreville   | Twarda (hala) | Sopia Szapatawa          | 7:5, 6:3        |
| 4.  | 23/09/2018 | Lizbona          | Twarda        | Pemra Özgen              | 6:2, 7:6(3)     |
| 5.  | 30/09/2018 | Clermont-Ferrand | Twarda (hala) | Clara Burel              | 6:3, 4:6, 6:4   |
| 6.  | 04/08/2019 | Woking           | Twarda        | Pemra Özgen              | 7:6(6), 6:2     |
| 7.  | 10/11/2019 | Hua Hin          | Twarda        | Eudice Chong             | 7:6(5),5:7, 7:5 |
| 8.  | 17/11/2019 | Hua Hin          | Twarda        | Hurricane Black          | 6:3, 6:4        |
| 9.  | 10/07/2022 | Corroios         | Twarda        | Lina Glushko             | 6:4, 6:4        |
| 10. | 20/08/2023 | Ourense          | Twarda        | Karola Patricia Bejenaru | 6:0, 6:3        |

### Gra podwójna
|     | Data       | Turniej           | Naw.          | Partnerka           | Przeciwniczki                         | Wynik           |
| 1.  | 02/11/2013 | Tajpej            | Twarda        | Arantxa Rus         | Chen Yi Luksika Kumkhum               | 6:4, 2:6, 14–12 |
| 2.  | 20/09/2014 | Shrewsbury        | Twarda (hala) | Richèl Hogenkamp    | Nicola Geuer Viktorija Golubic        | 2:6, 7:5, 10–8  |
| 3.  | 09/11/2014 | Bath              | Twarda (hala) | Xenia Knoll         | Barbara Bonić Pemra Özgen             | 6:3, 6:1        |
| 4.  | 04/07/2015 | Zelandia          | Ceglana       | Quirine Lemoine     | Conny Perrin Alyona Sotnikova         | 6:2, 3:6, 10–3  |
| 5.  | 16/08/2015 | Middelkerke       | Twarda        | Indy de Vroome      | Ankita Raina Alona Sotnykowa          | 7:6(4), 6:4     |
| 6.  | 15/11/2015 | Équeurdreville    | Twarda (hala) | Alexandra Cadanțu   | Jelizaweta Janczuk Shérazad Reix      | 6:3, 6:4        |
| 7.  | 31/07/2016 | Horb              | Ceglana       | Richèl Hogenkamp    | Anita Husarić Ołeksandra Koraszwili   | 6:1, 7:6(2)     |
| 8.  | 22/10/2016 | Joué-lès-Tours    | Twarda (hala) | Ivana Jorović       | Alexandra Cadanțu Jekatierina Jaszyna | 6:3, 7:5        |
| 9.  | 11/03/2017 | Zhuhai            | Twarda        | Lidzija Marozawa    | Ludmyła Kiczenok Nadija Kiczenok      | 6:4, 6:2        |
| 10. | 29/07/2017 | Horb              | Ceglana       | Bibiane Schoofs     | Ágnes Bukta Izabełła Szinikowa        | 7:5, 6:3        |
| 11. | 10/03/2018 | Zhuhai            | Twarda        | Anna Blinkowa       | Nao Hibino Danka Kovinić              | 7:5, 6:4        |
| 12. | 23/02/2019 | Glasgow           | Twarda (hala) | Anna Zaja           | Freya Christie Jana Fett              | 6:4, 3:6, 10–3  |
| 13. | 02/03/2019 | Mâcon             | Twarda (hala) | Bibiane Schoofs     | Claudia Giovine Angelica Moratelli    | 6:2, 6:4        |
| 14. | 30/03/2019 | Croissy-Beaubourg | Twarda (hala) | Harriet Dart        | Sarah Beth Grey Eden Silva            | 6:3, 6:2        |
| 15. | 25/10/2019 | Stambuł           | Twarda (hala) | Richèl Hogenkamp    | Susan Bandecchi Katarzyna Piter       | 6:2, 2:6, 10–6  |
| 16. | 16/11/2019 | Hua Hin           | Twarda        | Tamarine Tanasugarn | Ng Kwan-yau Zheng Saisai              | 6:2, 7:6(5)     |
| 17. | 13/02/2021 | Potchefstroom     | Twarda        | Bibiane Schoofs     | Naomi Broady Eden Silva               | 4:6, 6:3, 10–6  |

## Finały juniorskich turniejów wielkoszlemowych
| Końcowy wynik | Rok  | Turniej     | Nawierzchnia | Partnerka   | Przeciwniczki               | Wynik finału   |
| Finalistka    | 2008 | French Open | Ceglana      | Arantxa Rus | Polona Hercog Jessica Moore | 7:5, 1:6, 7–10 |